# Route 176 (Nouveau-Brunswick)
Pour les articles homonymes, voir Route 176.
La route 176 est une route secondaire du Nouveau-Brunswick située dans l'extrême sud de la province, dans les environs de Blacks Harbour, quelques kilomètres au sud-est de Saint-George. Elle est longue de 10 km (6 mi).

## Description du tracé
La route 176 débute au traversier reliant la province à l'Île Grand-Manan. Elle traverse d'abord Blacks Harbour, puis elle suit la rivière Letang pendant 5 km (3,1 mi). Elle bifurque ensuite vers le nord-est pour rejoindre Pennfield, où elle rejoint la route 1 et prend fin à l'intersection avec la route 785 et la route 175. 

## Histoire
La 176 fut numérotée ainsi en 2001, pour remplacer la section de la route 776 à l'intérieur de la province. La route 776 existe toujours, sur l'Île Grand-Manan.

## Intersections majeures
| Comté     | Ville          | km    | Destinations                                        | Notes                      |
| --------- | -------------- | ----- | --------------------------------------------------- | -------------------------- |
| Charlotte | Blacks Harbour | 0,00  | Traversier vers l'Île Grand-Manan – Île Grand-Manan | Vers la NB-776             |
| Charlotte | Blacks Harbour | 2,70  | NB-778 nord – Beaver Harbour                        | Terminus sud de la NB-778  |
| Charlotte | Pennfield      | 10,20 | NB-778 sud – Beaver Harbour                         | Terminus nord de la NB-778 |
| Charlotte | Pennfield      | 10,40 | NB-1 – Saint-Jean, Saint-Stephen                    | Sortie 60 de la NB-1       |
| Charlotte | Pennfield      | 10,50 | NB-175 / NB-785 – Pennfield, Lac Utopia             |                            |
|           |                |       |                                                     |                            |